# Крета (Плевенская область)
Крета (болг. Крета) — село в Болгарии. Находится в Плевенской области, входит в общину Гулянци. Население составляет 309 человек.

## Политическая ситуация
В местном кметстве Крета, в состав которого входит Крета, должность кмета (старосты) исполняет Иван Петков Иванов (Болгарская социалистическая партия (БСП)) по результатам выборов правления кметства.
Кмет (мэр) общины Гулянци — Лучезар Петков Яков (Болгарская социалистическая партия (БСП)) по результатам выборов в правление общины.